# Bathynanus rhizopodus
Bathynanus rhizopodus är en armfotingsart som beskrevs av Zezina 1981. Bathynanus rhizopodus ingår i släktet Bathynanus och familjen Chlidonophoridae. Inga underarter finns listade i Catalogue of Life.